# Charles Fefferman
Charles Louis Fefferman (Washington, D.C., Estats Units, 18 d'abril de 1949) és un matemàtic nord-americà de la Universitat de Princeton.
Fou un nen prodigi, va escriure la seva primera publicació científica amb 15 anys a Alemanya. Dos anys després rebria la seva llicenciatura en física i matemàtiques per la Universitat de Maryland. Amb 20 anys aconseguiria un doctorat en matemàtiques en Princeton amb la supervisió d'Elias Stein. Amb tan sols 22 anys es converteix en professor de la Universitat de Xicago. Als 24 anys tornà a Princeton com a professor.
Ha rebut diversos premis al llarg de la seva carrera destacant el Premi Alan T. Waterman en 1976, la medalla Fields en 1978 pels seus treballs en l'anàlisi matemàtica, el Premi Stefan Bergman el 1992 i el Premi Wolf en Matemàtiques en 2017. Va ser triat membre de l'Acadèmia Nacional de Ciències dels Estats Units en 1979.